# Liettilampi
Liettilampi är en sjö i Finland. Den ligger i kommunen Kuusamo i landskapet Norra Österbotten, i den nordöstra delen av landet, 600 km norr om huvudstaden Helsingfors. Liettilampi ligger 255 meter över havet. Arean är 1,13 kvadratkilometer och strandlinjen är 7,77 kilometer lång. Sjön  ingår i Ijo älvs huvudavrinningsområde. 